# Anthomyiopsis plagioderae
Anthomyiopsis plagioderae är en tvåvingeart som beskrevs av Louis-Paul Mesnil 1972. Anthomyiopsis plagioderae ingår i släktet Anthomyiopsis och familjen parasitflugor. Inga underarter finns listade i Catalogue of Life.